# Apeadeiro de Santa Rita

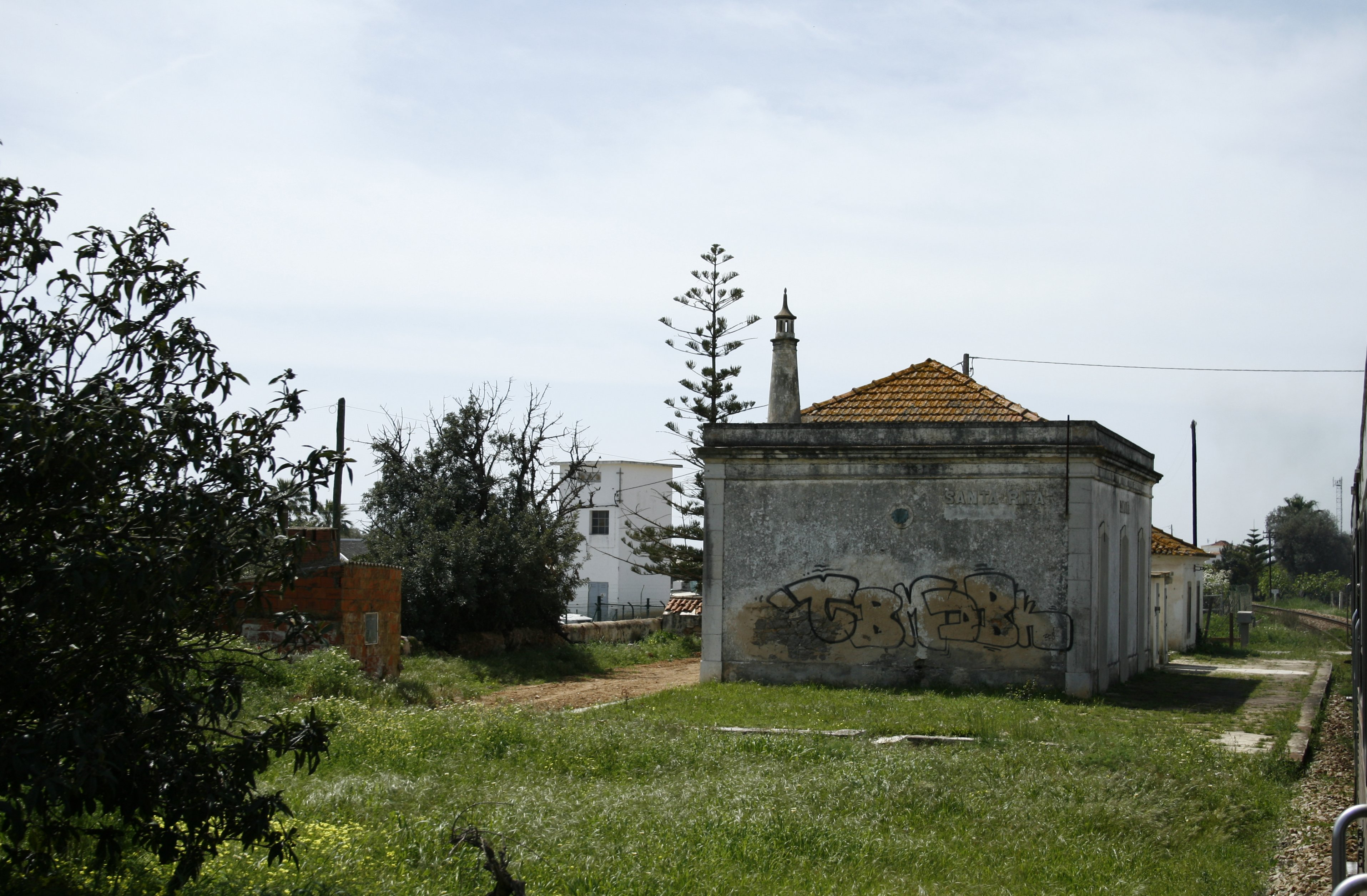
O apeadeiro de Santa Rita, em 2010, visto de nordeste.

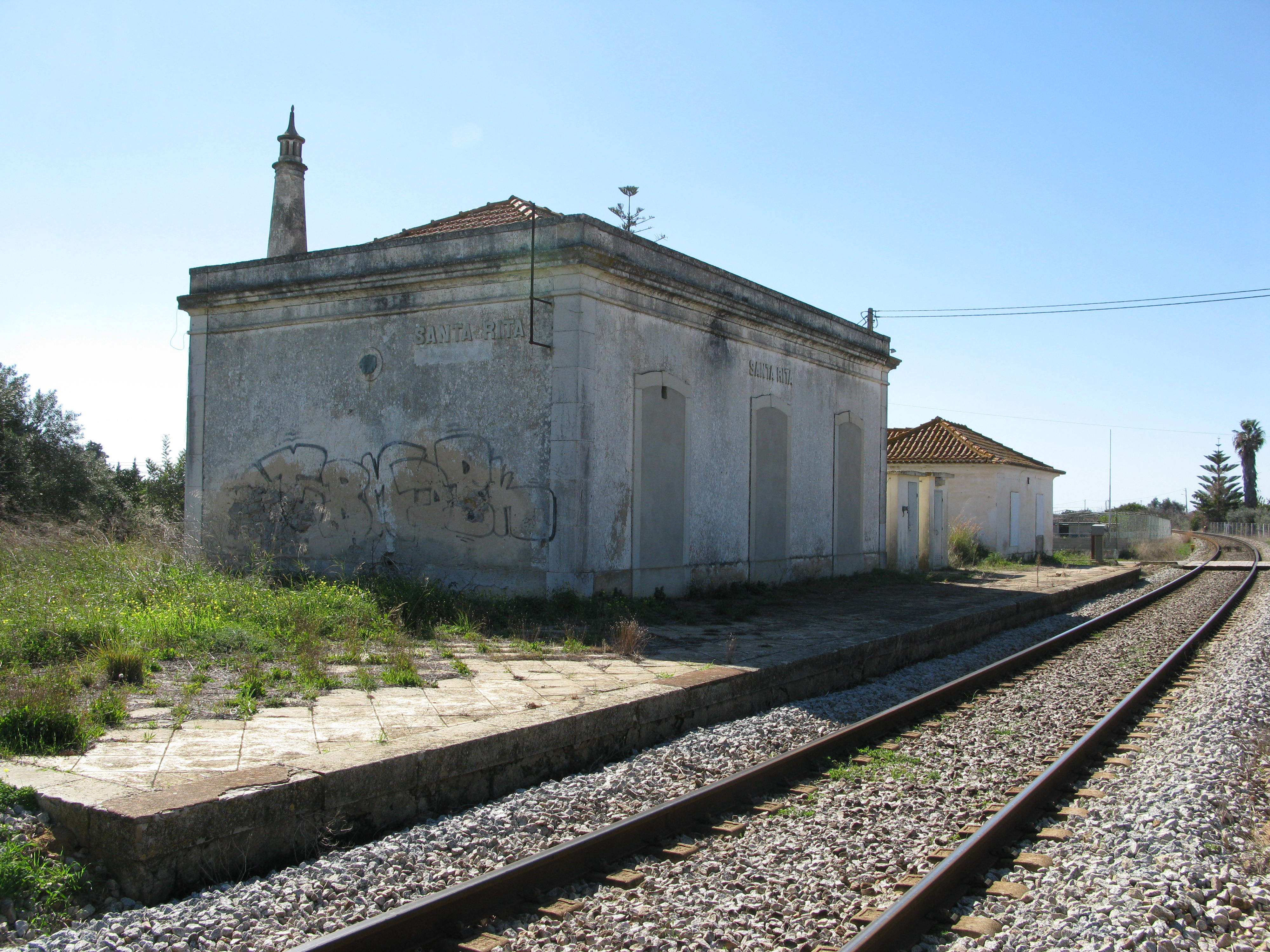
O apeadeiro de Santa Rita, em 2018, visto de nordeste.

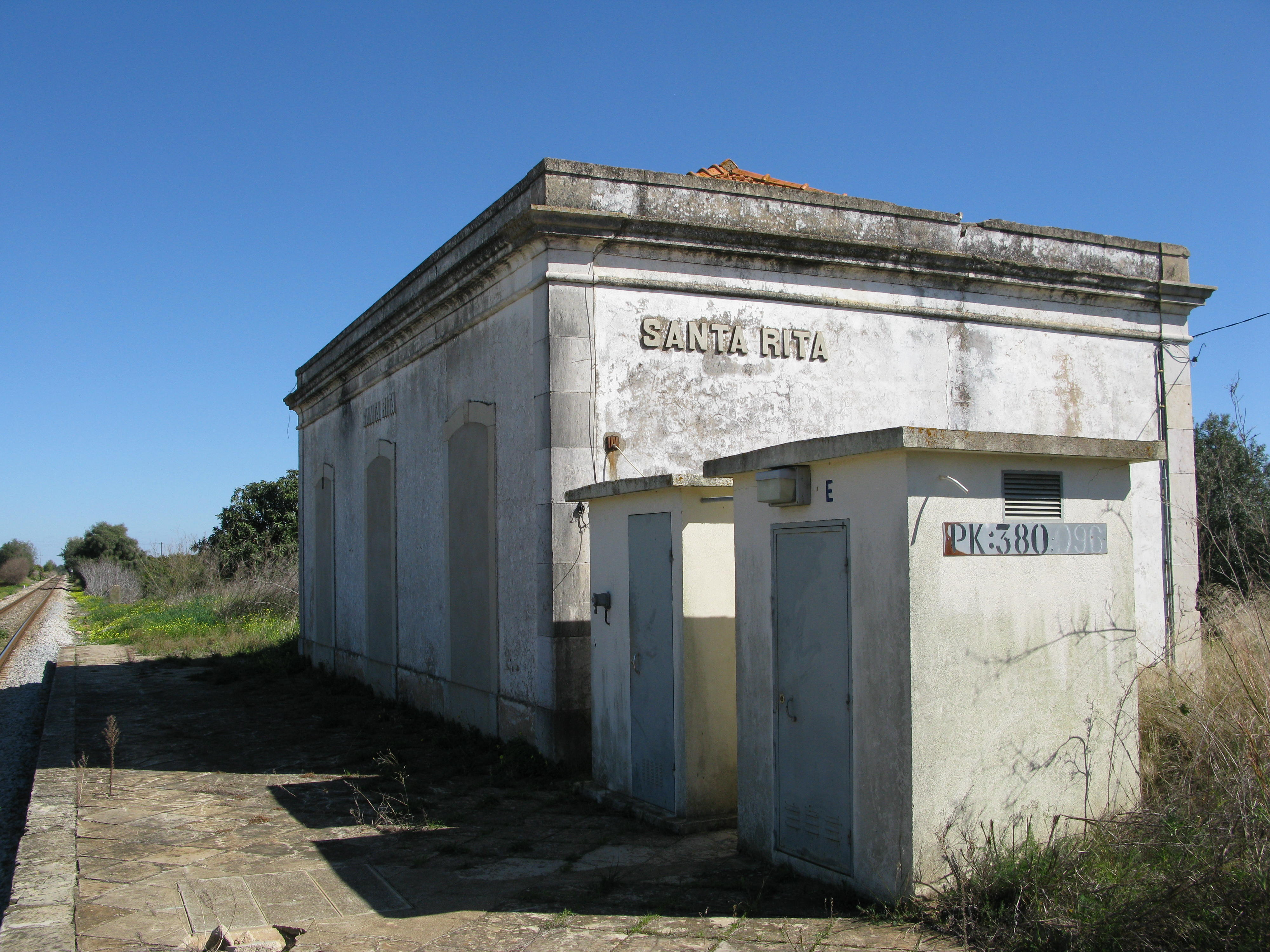
O apeadeiro de Santa Rita, em 2018, visto de sudoeste.

O Apeadeiro de Santa Rita, (nome anteriormente grafado como "Ritta"), é uma interface encerrada da Linha do Algarve, que servia a zona de Santa Rita (Caiana e Carapeto), no município de Tavira, em Portugal.

## Descrição
O edifício de passageiros situa-se do lado sudeste da via (lado direito do sentido ascendente, a Vila Real de Santo António).

## História
Este apeadeiro situa-se no lanço da Linha do Algarve entre Tavira e Vila Real de Santo António, que abriu em 14 de Abril de 1906, pela divisão do Sul e Sueste dos Caminhos de Ferro do Estado, sendo então considerada como parte do Caminho de Ferro do Sul. Santa Rita fez parte, com a categoria de apeadeiro, do elenco original de interfaces. Foi encerrado após 1985 e antes de 2010.